# Çaytepe, Kocaköy
Çaytepe là một xã thuộc huyện Kocaköy, tỉnh Diyarbakır, Thổ Nhĩ Kỳ. Dân số thời điểm năm 2008 là 2.213 người.